# Gazije (Chorwacja)
Gazije – wieś w Chorwacji, w żupanii osijecko-barańskiej, w gminie Feričanci. W 2011 roku liczyła 53 mieszkańców.